# エリート・ホテル
| 専門評論家によるレビュー | 専門評論家によるレビュー |
| レビュー・スコア         | レビュー・スコア         |
| 出典                     | 評価                     |
| ------------------------ | ------------------------ |
| オールミュージック       | [ 1 ]                    |
| Christgau's Record Guide | C+                       |
| ガーディアン             | [ 3 ]                    |

『エリート・ホテル』 (Elite Hotel) は、1975年にリリースされたカントリー・ミュージック・アーティスト、エミルー・ハリスの3枚目のアルバムであり、幅広く評価された同年の前作『緑の天使』に続く作品である。『エリート・ホテル』はビルボードチャートで前作を上回り、ハリスの最初のナンバーワンカントリーアルバムとなった。アルバムからは「トゥギャザー・アゲイン」とパッツィー・クラインのヒット曲「スウィート・ドリームス」のカバーと言う2つのナンバーワンカントリーシングルを生み出し、「いつの日か」も3位となった。ビートルズの楽曲「ヒア・ゼア・アンド・エヴリウェア」ではポップチャートの65位に入った。ハリスの電子音楽的な好みはハンク・ウィリアムズ、ビートルズ、グラム・パーソンズ、バック・オーウェンズと言った楽曲のの選択に反映されている。このアルバムでのハリスのボーカルでグラミー賞の女性部門のベストカントリーボーカルパフォーマンスを獲得した。

## トラックリスト
| #   | タイトル                                                                                                 | 作詞・作曲                             | 時間 |
| --- | --- | -------------------------------------- | ---- |
| 1.  | 「アマリロ - Amarillo」                                                                                  | エミルー・ハリス、ロドニー・クロウエル | 3:05 |
| 2.  | 「トゥギャザー・アゲイン - Together Again」                                                              | バック・オーウェンス                   | 3:56 |
| 3.  | 「フィーリン・シングル・シーイン・ダブル - Feelin' Single, Seein' DOuble」                               | ウェイン・ケンプ                       | 2:34 |
| 4.  | 「シン・シティ - Sin City」                                                                              | グラム・パーソンズ、クリス・ヒルマン   | 3:57 |
| 5.  | 「いつの日か - One of These Days」                                                                       | アール・モンゴメリー                   | 3:03 |
| 6.  | 「ティル・アイ・ゲイン・コントロール・アゲイン - 'Til I Gain Control Again」                             | ロドニー・クロウエル                   | 5:40 |
| 7.  | 「ヒア・ゼア・アンド・エヴリウェア - Here, There and Everywhere」                                        | ジョン・レノン、ポール・マッカートニー | 3:59 |
| 8.  | 「ウー・ラス・ヴェガス - Ooh Las Vegas」                                                                 | ドン・ギブソン                         | 3:47 |
| 9.  | 「スウィート・ドリームス - Sweet Dreams」                                                                | ハンク・ウィリアムス                   | 4:03 |
| 10. | 「ジャンバラヤ - Jambalaya (On the Bayou)」                                                              | ハンク・ウィリアムス                   | 3:05 |
| 11. | 「サタンズ・ジュウェル・クラウン - Satan's Jewel Crown」                                                 | エドガー・L・エデン                    | 3:13 |
| 12. | 「ホィールズ - Wheels」(ジョナサン・エドワーズと)                                                        | クリス・ヒルマン、グラム・パーソンズ   | 3:13 |
| 13. | 「ユアー・ラニング・ワイルド - You're Running Wild」(ロドニー・クロウエルと、2014年CDのボーナストラック) | レイ・エデントン、ドン・ウィンタース   | 1:44 |
| 14. | 「ケイジャン・ボーン - Cajun Born」(ジョー＝エル・ソニエと、2014年CDのボーナストラック)                  | ジョー＝エル・ソニエ                   | 3:19 |

## パーソネル
- ブライアン・エイハーン - アコースティックギター、ベース
- マイク・オールドリッジ - ドブロ
- バイロン・ベルリン - フィドル、マンドリン
- ダイアン・ブルックス - バッキングボーカル
- ジェームス・バートン - エレクトリックギター
- ロドニー・クロウエル - エレクトリックギター、バッキングボーカル
- リック・クーニャ - アコースティックギター
- ニック・デカロ - 弦楽編曲
- ハンク・デヴィート - ペダルスチール
- ジョナサン・エドワーズ - バッキング・ボーカル
- エイモス・ギャレット - エレクトリックギター
- エモリー・ゴーディ・ジュニア - ベース、バッキングボーカル
- グレン・ハーディン - ピアノ、エレクトリックピアノ、弦楽編曲
- エミルー・ハリス - ボーカル、アコースティックギター
- ベン・キース - ペダルスチール
- バーニー・レドン - アコースティックギター、バッキングボーカル
- ビル・ペイン - ピアノ
- ハーブ・ペダーソン - アコースティックギター、バンジョー、バッキングボーカル
- ミッキー・ラファエル - ハーモニカ
- リンダ・ロンシュタット - バッキングボーカル
- フェイソー・スターリング - バッキングボーカル
- ジョン・スターリング - アコースティックギター、バッキングボーカル
- ロン・タット - ドラム
- ジョン・ウェア - ドラム

技術
- ブライアン・エイハーン - プロデューサー、エンジニア―
- ブラッドリー・ハートマン - エンジニア―
- ルディ・ヒル - エンジニア―
- スチュアート・テイラー - エンジニア―
- マイルス・ウィルキンソン - エンジニア―

## 参照資料
1. ↑  Ankeny, Jason. エリート・ホテル - オールミュージック
2. ↑  Christgau, Robert (1981). “Consumer Guide '70s: H”. Christgau's Record Guide: Rock Albums of the Seventies. Ticknor & Fields. ISBN 089919026X 2019年2月24日閲覧。
3. ↑  Sweeting, Adam (2004年4月9日). “Emmylou Harris, Elite Hotel”.  The Guardian. 2016年1月24日閲覧。

- Emmylou Harris Elite Hotelライナーノーツ